# E penso a te
E penso a te es un álbum de estudio del grupo italiano Ricchi e Poveri lanzado en 1981 bajo etiqueta Baby Records. El álbum, el segundo bajo ese sello, fue el primero que hizo el grupo como trío, después de que Marina Occhiena abandonara la agrupación, y con el que el cuarteto iba a participar en el Festival de San Remo de ese año, con la canción "Sarà perché ti amo" (5º lugar en el festival, único gran venta del año, lideró el chart italiano durante varias semanas, y con un éxito internacional enorme). 
Del disco se extrajeron tres sencillos más: M'innamoro di te, Made in Italy y Come vorrei. En este álbum participa, por primera vez, como compositora la cantante Angela Brambati, en la canción "Alla faccia di Belzebù". 
Debido al enorme éxito, el álbum fue reeditado de nuevo por Baby Records en 1983 (dos años a partir de la primera publicación), con el nuevo título de Sarà perché ti amo.

## Lista de canciones

### Edición italiana: "E penso a te"[1]- 1981 / Reedición italiana: "Sarà perché ti amo" - 1983
Lado A 
1. M'innamoro di te (Minellono/Farina)
2. Sarà perché ti amo (Pace/Ghinazzi/Farina)
3. Come vorrei (Minellono/Farina)
4. Made in Italy (Minellono/Reverberi/Farina)
5. Stasera canto (Minellono/Farina)

Lado B 
1. E penso a te (Pace/Minellono/Balducci)
2. Questa sera (Ghinazzi/Picciotta/Farina)
3. Ninna nanna (Minellono/Sotgiu/Gaviglio)
4. Bello l'amore (Minellono/Sotgiu/Gatti)
5. Alla faccia di Belzebù (Brambati/Gatti/Farina)

### Edición española: "Me enamoro de ti" - 1982
Lado A 
1. Me enamoro de ti
2. Será porqué te amo
3. Dónde estarás
4. Cherie cherie
5. Esta noche canto

Lado B 
1. Y pienso en ti
2. Esta noche
3. Ninna nanna
4. Superamor
5. En la cara de Belzebú

### Edición búlgara: "I think of you"[2]- 1982
Lado A
1. I'm in love with you
2. Because I love you
3. How I wish
4. Made in Italy
5. I'm singing for you tonight

Lado B
1. I think of you
2. Tonight
3. Lullaby
4. Sweet love
5. Sing with us